# Anna Maria Garthwaite
Anna Maria Garthwaite, född 14 mars 1688 i Leicestershire, död oktober 1763, var en engelsk textildesigner. Hon designade mönster för sidentyger tillverkade i Spitalfields vid London från 1720-talet och framåt. Hon tillhörde sin samtids mest berömda textildesigners och tyger med hennes mönster har identifierats i mängder av målningar och textilier bevarande från denna tid, både inom Storbritannien och utomlands. 